# إيلي بيري
إيلي بيري هو سياسي أمريكي، ولد في 25 ديسمبر 1799، وتوفي في 17 مايو 1881 في ألباني في الولايات المتحدة. نشط حزبياً في الحزب الديمقراطي. وقد انتخب عضو جمعية ولاية نيويورك ‏ وانتخب عضو مجلس النواب الأمريكي ‏.